# Brachyorrhos
Genre
Synonymes
- Brachyura Kuhl & van Hasselt, 1822
- Atractocephalus Sauvage, 1879

Brachyorrhos est un genre de serpents de la famille des Homalopsidae.

## Répartition
Les espèces de ce genre sont endémiques des Moluques en Indonésie.

## Liste des espèces
Selon The Reptile Database (2 janvier 2022) :
- Brachyorrhos albus (Linnaeus, 1758)
- Brachyorrhos gastrotaenius (Bleeker, 1860)
- Brachyorrhos pygmaeus Murphy & Voris, 2021[4]
- Brachyorrhos raffrayi (Sauvage, 1879)
- Brachyorrhos wallacei Murphy et al., 2012

## Publication originale
- Schlegel, 1826 : Notice sur l'Erpétologie de l'île de Java ; par M. Boie. Bulletin général et universel des annonces et des nouvelles scientifiques, vol. 9, p. 233-240.